# THURSDAY MORNING
『THURSDAY MORNING』（サースデー・モーニング）は男闘呼組の7枚目のシングル。

## 内容
シングル三部作の第二弾。前作の「眠りにつく前に」に続く6分を超えた長編だが、これまでのシングルの中ではリリース間隔が最も短い。

## 収録曲
1. THURSDAY MORNING
作詞・作曲：高橋一也　編曲：田中厚・男闘呼組  
  - 6枚目のアルバム「5-2…再認識…」、ベストアルバム「HIT COLLECTION」では高橋のカウントの声を追加したアルバムバージョンで収録されているため、シングルバージョンで聴くことができるのは、このシングルのみである。
2. みんな仲よし
作詞・作曲：前田耕陽　編曲：田中厚・男闘呼組

## 参加ミュージシャン
- 前田耕陽 - ボーカル、キーボード
- 成田昭次 - ボーカル、ギター
- 高橋一也 - ボーカル、ベース
- 岡本健一 - ボーカル、ギター
  - 平山牧伸 - ドラム
  - 田中厚 - キーボード

## 販売形態
| 規格 | 発売日       | リリース    | 品番     | 備考 |
| ---- | ------------ | ----------- | -------- | --- |
| CT   | 1992年7月1日 | BMGビクター | BVSR-109 | A面：THURSDAY MORNING／みんな仲よし B面：THURSDAY MORNING（Instrumental）／みんな仲よし（Instrumental） |
| CD   | 1992年7月1日 | BMGビクター | BVDR-109 | 1：THURSDAY MORNING 2：みんな仲よし                                                                     |

## 収録アルバム
- THURSDAY MORNING
  - 5-2…再認識…（1992年）
  - HIT COLLECTION（1999年）
- みんな仲よし
  - 5-2…再認識…（1992年）